# Can Vadó
Can Vadó o Can Badó Pera és una casa protegida com a bé cultural d'interès local al davant del camí ral d'Arenys al Montnegre, i que forma part de conjunt de nou cases del veïnat de Cal Paraire. Can Badó es troba adossada amb altres cases i posseeix la tipologia fonamental del barri. Està formada per dos cossos; el de la dreta, el més gran, es correspon amb l'habitacle i és de planta baixa i pis, amb coberta de teula d'un vessant que s'orienta cap a la façana principal. Aquesta façana està formada per un portal ample d'arc escarser de pedra, una finestra a la dreta d'aquest i dues al primer pis amb ampit de pedra. A l'esquerra neix el cos més petit, una mica sortit respecte a l'altre, d'un pis. Està cobert amb teula d'un vessant orientat cap al mur lateral, i té, a la façana, una porta i una finestra. Aquest espai correspon al lloc on es guardaven les eines del camp. A la part esquerra de la casa hi ha un porxo aïllat.